# Gymnocharacinus
Gymnocharacinus is een monotypisch geslacht van straalvinnige vissen uit de familie van de karperzalmen (Characidae).

## Soort
- Gymnocharacinus bergii Steindachner, 1903